# In (Zeitschrift)
In ist eine deutsche Frauenzeitschrift, die seit 2023 zweiwöchentlich von der Mediengruppe Klambt herausgegeben wird. Chefredakteur ist Tim Affeld. Die verkaufte Auflage beträgt 25.983 Exemplare, ein Minus von 81,4 Prozent seit 2005.
Die erste Ausgabe der Zeitschrift wurde am 30. Juni 2005 veröffentlicht. Sie erscheint beim In Verlag, an dem Gruner + Jahr vom 1. Juli 2008 bis zum 31. Dezember 2012 mit 50,1 Prozent beteiligt war. Der Redaktionssitz wurde im Januar 2009 von Baden-Baden nach Berlin verlegt und im April 2013 nach Hamburg. 2023 wurde die Erscheinungsfrequenz von wöchentlich auf zweiwöchentlich geändert.